# Fujisaki
Fujisaki (jap. 藤崎町 Fujisaki-machi) – miasto w Japonii, na północy Honsiu, w prefekturze Aomori i powiecie Minamitsugaru. Ma powierzchnię 37,29 km². W 2020 r. mieszkały w nim 14 573 osoby, w 4 938 gospodarstwach domowych  (w 2010 r. 16 021 osób, w 4 892 gospodarstwach domowych) .

## Geografia
Miasteczko położone jest w środkowo-zachodniej części prefektury.
Przez Fujisaki przebiegają drogi krajowe 7 i 339 oraz linie kolejowe: Ōu-honsen ze stacją Kita-Tokiwa i Gonō-sen ze stacjami Fujisaki i Hayashizaki.

Fujisaki w prefekturze Aomori

## Demografia
Według danych z 30 kwietnia 2014 roku w miejscowości mieszkało 15 662 osób, w tym 7 337 mężczyzn i 8 325 kobiet, tworzących 5 791 gospodarstw domowych.
| 1995   | 2000   | 2005   | 2010   | 2015   | 2020   |
| ------ | ------ | ------ | ------ | ------ | ------ |
| 16 940 | 16 858 | 16 617 | 16 021 | 15 179 | 14 573 |